# 플뤼엘렌역
플뤼엘렌역(Flüelen)은 스위스 우리주 플뤼엘렌 지자체에 있는 기차역이다. 그것은 고트하르트 철도에 위치해 있다. 역은 플뤼엘렌을 통과하는 주요 도로인 평행한 악센 거리와 반호프 거리에 주요 역 건물이 있는 반호프 거리 사이에 위치해 있다.
플뤼엘렌은 로카르노와 아트-골다우 사이를 운행하는 인터레기오 열차를 이용하여 바젤 SBB 또는 취리히 HB까지 교대로 운행하며, 바르 린덴파크까지 매시간 운행하는 슈타트반 추크의 S2 노선을 이용한다.
루체른 호수의 플뤼엘렌 부두는 반호프 거리의 반대편에 있어 루체른호 해운(Schifffahrtsgesellschaft des Vierwaldstättersees, SGV)에서 제공하는 보트 서비스와 기차를 연결할 수 있다. 이 인터체인지는 루체른과 로카르노를 연결하는 관광객 중심의 외륜 증기선과 철도 서비스가 결합된 윌리엄텔 익스프레스의 핵심 부분을 형성한다.
포스트버스 스위스에서 운영하는 버스는 반호프 거리의 역 앞에서 정차한다. Auto AG 우리가 운영하는 지역 버스는 지하철역에서 접근할 수 있는 악센 거리에 정차한다.
역 건물은 스위스 국가 중요 문화재 목록에 포함되어 있다. 1906년과 1951년 사이에 이 역은 미터궤 트램웨이인 알트도르프-플뤼엘렌 트램웨이의 종점이기도 했다.

## 운행편
2021년 12월 시간표 변경에 따라 다음 서비스가 플뤼엘렌에서 정차한다.
- 인터레기오 : 로카르노와 아트-골다우 간 매시간 운행 기차는 바젤 SBB 또는 취리히 중앙역까지 계속 운행한다.
- 추크 슈타트반 S2 : 에르스트펠트와 바르 린덴파크 사이를 매시간 운행한다.